# Ларрі Елдер
Лоуренс Аллен Елдер (англ. Laurence Allen Elder; нар. 27 квітня 1952) — американський консервативний радіоведучий, автор, політик та адвокат, ведучий шоу «Ларрі Елдер». Шоу розпочалося як місцева програма на радіостанції KABC в Лос-Анджелесі в 1993 році і тривало до 2008 року, після чого відбувся другий запуск на KABC з 2010 по 2014 рік. Шоу є національно-синдикованим, спочатку через радіомережі ABC з 2002 по 2007 рік, а потім через Salem Media Group з 2015 року.
У вересні 2021 Елдер був кандидатом на пост губернатора Каліфорнії, у невдалій спробі республіканської партії США змістити губернатора-демократа Гевіна Ньюсома шляхом дострокових виборів.

## Молодість і освіта

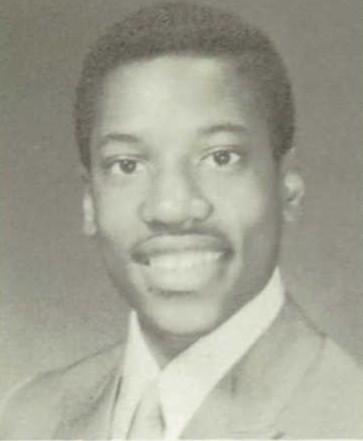
Елдер, закінчивши середню школу в 1970 році

Лоуренс Аллен Елдер народився в Лос-Анджелесі і виріс у Піко-Юніон та Південно-Центральній частині міста, середня дитина з-поміж трьох братів. Його батько Рендольф (1915–2011), який народився в Афінах, Джорджія, був сержантом у Корпусі морської піхоти США під час Другої світової війни і переїхав до Каліфорнії з Джорджії після війни під час Другої Великої міграції. Після роботи двірником у Набіско, Рендольф Елдер відкрив кафе у Піко-Юніоні близько 1962 року. Після смерті батька в 2011 році Ларрі Елдер згадував: «Грубо і різко, мій тато часто залякував моїх двох братів і мене. Але ми ніколи не сумнівалися в його любові чи прихильності до своєї сім’ї» У 2013 році Ларрі та його брат Кірк отримали золоту медаль Конгресу від представника США Дани Рорабахера від імені свого батька. Мати Ларрі Елдера Віола (уроджена Конлі, 1924–2006) родом з Тоні, штат Алабама, була канцелярською працівницею військового департаменту США під час Другої світової війни. Його батько був республіканцем, а мати - демократкою.
Студент-відмінник, який також пройшов курси підвищення кваліфікації у Ферфаксській середній школі, Елдер закінчив середню школу Креншоу у 1970 році та здобув ступінь бакалавра гуманітарних наук з політичних наук у 1974 році в Університеті Брауна. Потім він здобув ступінь доктора юриспруденції в Школі права Мічиганського університету в 1977 р.

## Юридична кар'єра
Після закінчення навчання Елдер приєднався до клівлендської юридичної компанії Squire, Sanders &amp; Dempsey. У 1980 році він заснував юридичну фірму з пошуку виконавчих кадрів Laurence A. Elder and Associates. Елдер звільнився з управління Elder and Associates приблизно в 1987 році, але продовжував володіти фірмою до 1995 року.

## Медіакар’єра

### Телебачення, кіно та відео

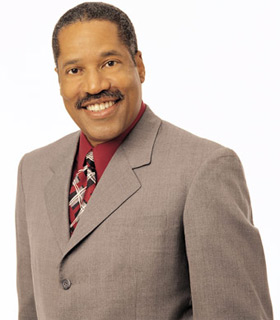
Елдер у 2000 -х роках

Після успішного прослуховування Елдер розпочав спільний хостинг Fabric-тематичного телевізійного шоу Денніса Гулдена, яке транслювалося на каналі WVIZ у Клівленді в 1988 році.
У 1997 році він разом з колегами-консерваторами Фредом Барнсом та Лаурою Інгрем відвідав програму Національного бюро.  Елдер розмістив сегменти «Повторне визначення расизму: свіжі голоси з Чорної Америки» та «Розділ IX та жінки у спорті: що не так із цією картиною», які критикували Розділ IX.
У 2000 році Елдер отримав премію Еммі в Лос-Анджелесі за свою спеціальну новину KCAL-TV News Making Waves- LAUSD. У період з 2000 по 2001 рік Елдер вів судове шоу" Моральний суд", яке розповсюджувала телекомпанія Warner Brothers. У 2004 році він вів The Larry Elder Show, синдиковане ток-шоу, що розповсюджується Warner Bros.
У 2005 році він створив самофінансований фільм під назвою «Майкл і я», у якому пропонує спростування режисеру Майклу Муру « Боулінг для Columbine».
У 2007 році Елдер був одним із ведучих ток-шоу, які проходили прослуховування на місце, яке звільнив тепер скасований на MSNBC. Однак натомість робота дісталася Джо Скарборо.
Елдер - оглядач з Creators Syndicate. Його газета та Інтернет-колонка розміщені на Investor's Business Daily, World Net Daily, Townhall.com, Jewish World Review та FrontPage Magazine.  Він веде відеосеріал, опублікований The Epoch Times.

### Радіо
У 1994 році Елдер почав вести ток-шоу  на радіостанції Лос-Анджелес KABC. З 2002 по 2007 рік передача була національно об’єднана ABC Radio Networks та її мережею новин. Після того, як у 2007 році компанія Citadel Broadcasting взяла на себе більшість радіопередач ABC, синдикація шоу Елдера була припинена на користь Марка Левіна, і в серпні того ж року це шоу повернулося до місцевого шоу. 
Останній день Елдера в KABC був 12 грудня 2008 р.  Потім він запустив щоденний живий подкаст, а також вебтрансляцію у грудні 2009 року. 27 вересня 2010 року Елдер повернувся до KABC.
2 грудня 2014 року Елдера було звільнено з KABC після його денної трансляції. Він був відзначений зіркою на Голлівудській алеї слави в 2015 році.
1 червня 2015 року Elder приєднався до лінійки радіомереж CRN Digital Talk. Його програма лунає з полудня до 15 години на 1-му каналі CRN і відтворюється з 3 до 18 години на 5-му каналі CRN
У серпні 2015 року «Шоу Ларрі Елдерс» розпочало національне об’єднання через радіомережу Салем, включаючи станцію KRLA у Лос-Анджелесі.
Жан Герреро в інтерв'ю 2020 року для NPR сказала, що Елдер сказав їй, що у своїй радіопередачі запрошував Стівена Міллера гостем у цілому 69 разів, будучи враженим Міллером після того, як він вперше зателефонував на шоу як старшокласник. Міллер, який називає Елдера впливом, згодом став чиновником адміністрації Трампа та архітектором імміграційної політики Трампа.

### Письмові праці
Наприкінці 1980-х років Елдер написав описи для місцевих газет у Клівленді. У 1998 році Елдер почав писати національно-синдиковану колонку через Creators Syndicate. Елдер писав щотижневі розділи для Los Angeles Daily News до квітня 2012 року

## Політичні позиції
Погляди Елдера консервативні і мають правильне крило. Елдер є зареєстрованим республіканцем; у 2021 році він заявив, що голосував за кандидата від Республіканської партії на всіх президентських виборах з 1980 року після голосування за демократа Джиммі Картера в 1976 році. Елдер називає себе "малим" лібертаріанцем, на відміну від члена Лібертаріанської партії.
Він палкий прихильник колишнього президента Дональда Трампа, часто хвалить його у Twitter. Він був раннім прихильником кандидатури Трампа на пост президента в 2016 році. У 2019 році, виступаючи перед аудиторією про обрання Трампа, Елдер сказав: «Це було диво. Він майже посланий Богом " Елдер стверджував, що несправедливо звинувачувати Трампа у нападі січня 2021 р. На Капітолій натовпом, який підтримує Трампа.  Елдер виступив проти тарифів, запроваджених Трампом та рішенням Трампа про виведення американських військ з Афганістану.

### Економічні питання
У своїй книзі 2000 р. «Десять речей, яких не можна говорити в Америці», Елдер виклав план із 10 пунктів «врятувати Америку». Він закликав скасувати Службу внутрішніх доходів, створити національний податок з продажів, скоротити уряд на 80%, покінчити з соціальним забезпеченням та правами, скасувати мінімальну заробітну плату та скасувати податки з підприємств.
Елдер виступає проти законів про мінімальну заробітну плату, стверджуючи, що "Ідеальна мінімальна заробітна плата становить 0,00 доларів США". Він виступає проти загального базового доходу. Елдер виступає проти закону Каліфорнії про неоплачувану сімейну відпустку. У своєму фільмі " Дядько Том: Усна історія американського чорного консерватора" 2020 року Елдер критикує війну з бідністю.
У сегменті CNN Crossfire у 2013 році разом з губернатором Нью -Джерсі Крістом Крісті Елдер розкритикував Крісті за прийняття "архітектури держави соціального забезпечення" та заявив, що "уряд забрав майже 50 відсотків грошей американського народу" через мандати Свою вимогу він підтримав, посилаючись на аналіз консервативної адвокатської групи « Американці щодо податкової реформи». PolitiFact оцінив його претензію "В основному неправдиву".
Елдер критично ставився до профспілок державного сектору, особливо до Каліфорнійської асоціації вчителів. Він стверджує, що близько 15 000 вчителів Каліфорнії "некомпетентні" і раніше пропонував звільнити тисячі вчителів штату. Пізніше він сказав, що вважає за краще більше чартерних шкіл та приватних шкіл.

### Висловлювання та погляди на жінок
У серпні 2021 року Елдер зазнав критики за свою довгу історію зневаги щодо висловлювань про жінок. Елдер стверджував, що «жінки менше чоловіків знають політичні питання, економіку та поточні події»; заявив, що жінки, які брали участь у Жіночому марші 2017 року, були ожирілими та непривабливими; знущався над передменструальним синдромом, кажучи, що ПМС означає "карай мою дружину"(Punish My Spouse), підтримуючи дискримінацію щодо вагітності з боку роботодавців; стверджував, що статистика про домашнє насильство над жінками перебільшена для популяризації фемінізму.
Елдер часто заперечував, що існує гендерний розрив у заробітній платі. Елдер стверджує, що роботодавцям слід дозволити дискримінувати жінок, які планують мати дітей, і у своїй книзі 2002 року він написав, що жінки, які вирішили мати дітей, не «віддані» своїй роботі, і припустив, що їм не вистачає «прихильності» працювати. Елдер  повторив ці погляди в 2021 році, коли він балотувався на пост губернатора, після того, як кандидат -республіканець Кевін Фолконер розкритикував погляди Елдера.

### Соціальні питання
Елдер виступає проти абортів називаючи це "вбивством". Він стверджував, що Roe v. Уейда слід скасувати назвавши це рішення "одним з найгірших рішень, які коли-небудь виносив Верховний суд". Він вважає, що закони про аборти повинні вирішуватися на державному рівні.
Елдер має історію висловлювання у Twitter проти ЛГБТ. Він неодноразово вживав чоловічі займенники, маючи на увазі трансгендерних жінок, таких як модель Playboy Інес Рау та кандидатка в губернаториКейтлін Дженнер.
У 2021 році Елдер звинуватив Каліфорнію у "м'якості проти злочину"; він виступає проти закону Каліфорнії, який забороняв поліції використовувати певні задирки. Елдер виступає проти пропозиції Каліфорнії 2014 року № 47, яка перекваліфікувала на проступки численні злочини, пов'язані з наркотиками та майном нижчого рівня, які раніше були тяжкими злочинами, і сказав, що у разі обрання губернатором він буде наполягати на скасуванні цієї пропозиції.

### Наука, навколишнє середовище та пандемія COVID-19
Протягом своєї медійної кар’єри Елдер  публікував і надавав ефірний час дезінформації та побічних поглядів на такі наукові теми, як пасивний тютюновий дим, зміна клімату та лікування COVID-19.
У книзі 2000 року Елдер припустив, що небезпека для здоров’я пасивного тютюнового диму була перебільшена, відкинувши науковий консенсус, що пасивне куріння є серйозною загрозою, яка спричинила 2,5 мільйона смертей за півстоліття до 2014 року.
Вебсайт Елдера колись описував зміну клімату як "міф"; в інтерв'ю 2008 року він назвав зміну клімату "кривою", зневажив республіканців, таких як Джон Маккейн і Джордж Буш, які визнали зміну клімату і сказали, що глобальне потепління не є "великою небезпекою" для планети Земля. У 2021 році Елдер визнав, що клімат потеплішає але відмовився прийняти переважну наукову згоду щодо того, що діяльність людини є головною причиною цього  стверджуючи, що занепокоєння щодо зміни клімату є «тривожним».
У 2021 році Елдер пообіцяв скасувати поточні загальнодержавні мандати громадського здоров’я для працівників уряду штату Каліфорнія, такі як вимоги щодо вакцини від COVID-19, маски для обличчя або регулярне тестування на COVID-19. У 2021 році він не кинув виклик слухачеві своєї радіопередачі, який виступав за дезінформацію про COVID-19, що свідчить про те, що вакцини проти COVID-19 є небезпечними і є частиною сюжету, організованого Біллом Гейтсом, а сторінка на вебсайті Елдера пропагувала виклик- у коментарях слухачів, кажучи: "Ви захочете почути, як цей лікар приймає вакцини".
Елдер запропонував призупинити або скасувати вимоги Каліфорнійського закону про якість довкілля, стверджуючи, що це прискорить будівництво житла.

### Расові відносини
Елдер визначає себе як "чорношкірого американця", а не як " афроамериканця ". Він назвав системний расизм брехнею і звинуватив "Життя чорних мають значення" у зростанні злочинності. Елдер вважає, що добробут є більш шкідливим для чорношкірих сімей, ніж рабство, і що погана успішність чорношкірих дітей у школі буде виправлена вибором школи.

## Політична діяльність
Roll Call повідомив, що Елдер розглядав балотування в Сенат США проти сенаторки Каліфорнії Барбари Боксер у 2010 році.

### Дострокові вибори губернатора Каліфорнії 2021 року
У липні 2021 року Елдер оголосив, що балотується проти губернатора Гевіна Ньюсома на дострокових виборах губернатора Каліфорнії 2021 року. Він сказав, що до участі у виборах його заохотив колега - консервативний діяч радіозв’язку Денніс Прагер, наставник Елдера. У разі обрання губернатором, Елдер пообіцяв замінити одного з двох сенаторів-демократів від Каліфорнії, Діанну Фейнштейн, республіканцем.
Держсекретар Каліфорнії Ширлі Вебер спочатку пропустила ім’я Елдера зі списку кандидатів для голосування, заявивши, що він не подав повну інформацію про податкову декларацію, необхідну для кандидатів після нещодавнього прийняття сенатського законопроєкту 27, який передбачав розкриття податкової декларації за кандидатів у президенти та губернаторів для участі у первинному голосуванні (вимоги президента були скасовані судами). Елдер подав до суду, заявивши, що його документи подані належним чином. 21 липня 2021 р. суддя Лорі Ерл з Вищого суду округу Сакраменто розпорядився відновити Елдера у бюлетені, вважаючи, що Вебер неналежним чином дискваліфікував Елдера, який  виконав вимоги щодо розкриття інформації, і що вимога щодо податкової декларації у законопроєкті Сенату 27 застосовується до виборчих бюлетенів "прямих первинних виборів", а не до спеціальних відкликань.
Після свого вступу Елдер вважався переможцем у питанні заміни виборів. Він відмовився брати участь у дебатах з іншими кандидатами , такими як колишній мер Сан -Дієго Кевін Фолконер, депутат штату Кевін Кілі та бізнесмен Джон Кокс, і відмовився поділитися сценою з деякими іншими кандидатами на заходах Республіканської партії.
Колишній губернатор Каліфорнії Піт Вілсон був одним із радників передвиборчої кампанії Елдера.
15 вересня після обробки більше 70 відсотки бюлетней, з'ясувалося, що Лері Елдер програв вибори Гевіну Ньюсому і він офіційно поздоровив губернатора-демократа з перемогою.

## Звинувачення у зловживаннях та сексуальних домаганнях
Колишня наречена Елдера Олександра Датіг звинуватила його у насильстві. Датіг, колишня радіопродюсер Елдера, була заручена з Елдером з 2013 по 2015 рік. Датіг сказала, що Елдер вимагав від неї проявити відданість, зробивши собі татуювання "Дівчина Ларрі" і під час сварки погрозливо розмахував пістолетом. Після того, як звинувачення Датіг стали публічними, редакція The Sacramento Bee та інші кандидати Кевін Фолконер та Кейтлін Дженнер закликали Елдера вийти з перегонів. Елдер спростував звинувачення Датіг.
У епізодах своєї радіопрограми 2011 року Елдер сказав, що його двічі звинувачували у сексуальних домаганнях, заперечуючи обидва звинувачення. В одному випадку Елдер захистився, натякнувши, що жінка була надто непривабливою, щоб він міг сексуально домагатися, сказавши: «Якби ви її бачили, то знали б, що ця картина стане повним захистом. Я просто говорю.»

## Фільмографія
- Повторне визначення расизму: свіжі голоси з Чорної Америки
- Розділ IX та жінки у спорті: Що не так із цією картиною? Фільми острова Уїдбі
- Заради добра ІІ (1996) - Елдер веде сегмент "Різноманітність через характер".[70]
- Майкл і я (2005)
- Дядько Том (2020)

## Зовнішні посилання
- Radio website
- Campaign website
- Публікації на C-SPAN
- Ларрі Елдер на сайті IMDb (англ.)